# Parafia św. Antoniego Padewskiego w Roszkowicach
Parafia św. Antoniego Padewskiego – rzymskokatolicka parafia, znajdująca się we wsi Roszkowice (gmina Byczyna), należąca do dekanatu Wołczyn w diecezji kaliskiej.

## Historia parafii
Kościołem parafialnym jest neoromańska świątynia, wybudowana w latach 1848–1849 w miejsce drewnianego kościółka pochodzącego z 1408 roku, który spłonął w 1847 roku. Kościół został wybudowany z fundacji Wilhelma von Taubadela.
Proboszczem parafii jest ksiądz Michał Kaleta.

## Inne kościoły i kaplice
- Kościół św. Wawrzyńca w Nasalach
- Kościół filialny św. Józefa Robotnika w Wojsławicach,
- Kaplica Miłosierdzia Bożego w Borku.

## Liczebność i zasięg parafii
Do parafii należy 1290 wiernych z miejscowości: Roszkowice, Wojsławice, Nasale i Borek.